# Jumper (film, 1991)
Pour les articles homonymes, voir Jumper.
Pour plus de détails, voir Fiche technique et Distribution.
Jumper est un film pornographique américain réalisé par Chi Chi LaRue et sorti en 1991.

## Synopsis
Dieu interpelle un de ses anges, Jumper : il n'a rien fait depuis deux cents ans qu'il est mort. Il est temps pour lui de descendre sur Terre sauver les mortels. Jumper souhaite aider ses semblables homosexuels à West Hollywood. Comme il doit montrer l'exemple du safe sex pendant cinq jours, Dieu lui lance une pluie de préservatifs.
Dans sa maison tenue par une soubrette qui rêvait de travailler dans le show-business, Mrs Grundy, Jeffrey Carrington se prépare pour aller à un rendez-vous. En sortant, il tombe sur un clochard : c'est Jumper, qui le subjugue grâce à sa nature angélique. Jeffrey rentre alors avec Jumper. Celui-ci le laisse endormi, prend ses vêtements et lui laisse les siens, avec un préservatif.
Jumper suit ensuite un homme peu gay-friendly à une projection de films pornographiques hétérosexuels. Il séduit le jeune homme, Carpenter, qui l'amène à sa chambre d'hôtel. Ils font plus ample connaissance mais, quand Carpenter est endormi, Jumper appelle Dieu à l'aide : il est tombé amoureux du mortel, et il ne connaît même pas son prénom… À la fin de son séjour terrestre, Dieu accordera-t-il à Jumper ce qu'il désire ?

## Fiche technique
- Titre original : Jumper
- Réalisation : Chi Chi LaRue (sous le nom de Taylor Hudson)
- Scénario : Stan Ward (sous le nom de Stan Mitchell)
- Photographie : Joe Rock
- Montage : Michael Zen
- Musique : Rock Hard Productions
- Producteur :
- Société de production : HIS Video
- Sociétés de distribution : HIS Video
- Langues : anglais
- Format : Couleur - 1.33 : 1 - son Dolby Digital (Dolby 2.0)
- Genre : Film pornographique
- Durée : 90 minutes
- Dates de sortie : 1991  États-Unis

## Distribution
- Ryan Yeager : Jumper Crane
- Gender : Dieu (voix)
- Adam Archer : Jeffrey Carrington
- Gizell Climax : Mrs Grundy
- Danny Sommers : Carpenter
- Alex Thomas : Jerry
- Tom Farrell : Jim
- David Rockmore : Jethro
- Wes Daniels : Jay Cassidy

## Récompenses
- GayVN Awards 1991 : Meilleur acteur pour Ryan Yeager, et meilleure vidéo gay[1]
- Grabby Awards 1993 : Meilleur scénario[2].

## Autour du film
Jumper est considéré comme l'un des meilleurs films de Chi Chi LaRue, alors encore au début de sa prolifique carrière. Jeffrey Escoffier souligne que le scénario, bien développé, s'inspire sans doute du film Le ciel peut attendre. Le film reflète la généralisation de la protection lors des rapports sexuels devant l'épidémie de sida.